# 克里斯蒂安松
克里斯蒂安松（挪威語：Kristiansund，挪威語發音：[krɪstjɑnˈsʉnː] ⓘ；又称，旧称），是挪威默勒-鲁姆斯达尔郡的一个市镇，其行政中心克里斯蒂安松镇成立于1742年，是整个北默勒地区（挪威語：Nordmøre）的主要城镇。 
2020年的数据显示，克里斯蒂安松市镇的人口数量在挪威市镇中排名第51，人口24,179。其人口密度是每平方公里280.6名居民，在过去十年中人口增长了4％。